# Кормухина, Ольга Борисовна

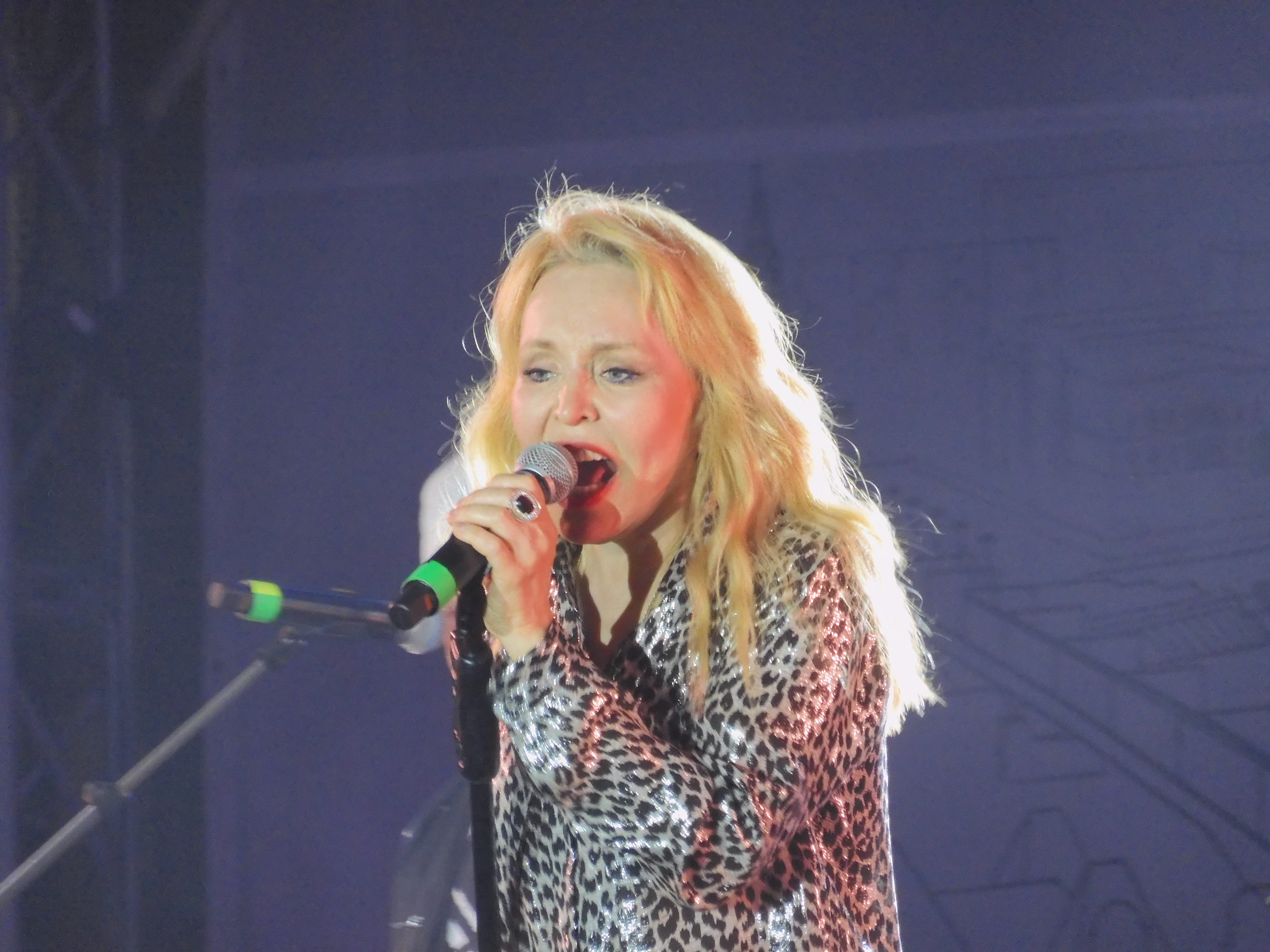
5 августа 2023 года. Йошкар-Ола, день города

О́льга Бори́совна Корму́хина (род. 1 июня 1960, Горький) — советская и российская певица. Заслуженная артистка России (2016).

## Биография

### Семья
Отец певицы — Борис Александрович Кормухин, ведущий инженер. Увлекался пением. Мать — Фаина Анфимовна Кормухина, директор музея архитектуры и быта народов Нижегородского Поволжья «Щёлоковский хутор».
Брат певицы, Андрей Борисович Кормухин, композитор, бизнесмен, отец 9 детей, православный активист и один из лидеров движения «Сорок сороков».
Муж — Алексей Белов, гитарист рок-группы «Парк Горького» (брак зарегистрирован 25 апреля 1999 года). Дочь Анатолия (род. 2 мая 2000).

### Начало карьеры
В 1977 году Ольга Кормухина окончила школу № 48 в г. Горьком и в этом же году поступила в ГИСИ им. Чкалова на архитектурный факультет.
Музыкальный дебют состоялся весной 1980 года на Всесоюзном джаз-рок фестивале «Нижегородская весна».
В 1983 году Кормухина по приглашению Олега Лундстрема переезжает в Москву. Она поступает в Государственный музыкально-педагогический институт имени Гнесиных на эстрадное отделение к педагогу Т. Н. Маркович. Во время учёбы работала с оркестром Олега Лундстрема, затем Анатолия Кролла, а также выступала в джаз-рок коллективе студентов института им. Гнесиных.
В 1986 году принимала участие в фестивале молодых исполнителей «Юрмала-86». В 1987 году вошла в состав группы «Рок-ателье» Криса Кельми.
В 1988 году была организована группа «Красная пантера», куда вошли: Ольга Кормухина (вокал), Вадим Усланов (бас-гитара) из «Рок-ателье», барабанщик Олег Ховрин и гитарист Игорь Андреев из группы «Чёрный кофе», Константин Веретенников (гитара), Валерий Казаков (клавишные), художественный руководитель группы Ованес Мелик-Пашаев.
В октябре 1988 года на Международном фестивале «Ветер перемен» в Днепропетровске группа «Красная пантера» и Ольга Кормухина завоевали Гран-при, а затем на рок-фестивале «Интершанс», проходившем в Лужниках, группа сыграла свою большую сольную программу.

### Сольная карьера
С 1989 года начинается сольная карьера певицы. В 1989—1990 годах Кормухина выступала на фестивале в Сопоте (Польша), телевизионном конкурсе «50/50».
В 1991 году Кормухина организовала коллектив «Гелла». В состав группы вошли: Сергей Алмазов (гитара), Евгений Палистратов (бас), Александр Ефимов (клавишные), Сергей Черняков и Андрей Потонин (ударные). Дебютировала в качестве актрисы в фильме Ю. Сабитова «Шаг вправо… шаг влево…», где исполнила роль певицы, оказавшейся в заложниках на зоне. Вышел первый магнитоальбом «За гранью слов».
Лауреат Песни-91 («День без тебя», Игорь Крутой—Римма Казакова).
В 1992 году Кормухина стала лауреатом национальной музыкальной премии «Овация» в номинации «Лучшая рок-певица» по итогам 1991 года.

### 2000-е годы
С начала 2000-х начинается творческое сотрудничество Кормухиной с мужем Алексеем Беловым. Записываются песни «Я падаю в небо» (на песню был снят клип), «Сердце — не отель», «Ждать», «Я больше не боюсь», музыка к кинофильмам: «Красный змей» (реж. С. Воробьев и Дж. Тананеску), «Зеркальные войны. Отражение I» (реж. В. Чигинский).
В 2007 году снят документальный фильм «Я падаю в небо», посвящённый певице (реж. Антон Дорин).
В 2007 году Ольга Кормухина поступает на режиссёрский факультет ВГИКа им. С. А. Герасимова. В 2008 году сняла свою первую режиссёрскую курсовую работу «И светит, и греет», где снялась в одной из главных ролей вместе с Евдокией Германовой.
В 2009 году певица снимает дипломную работу «Колокол», главные роли в которой исполнили Лариса Гузеева и Иван Охлобыстин.

### 2010-е годы
В феврале 2010 года Ольга Кормухина и Алексей Белов отправляются в Ванкувер поддержать Олимпийскую сборную России. Певица подготовила специальную сольную программу, состоящую из мировых хитов: «We Will Rock You» (Queen), «Try to Find Me» (группы «Парк Горького») и др.
22 марта 2011 года состоялась официальная премьера режиссёрской работы Кормухиной — нового видео на композицию «Ждать». Певица выступила в качестве автора сценария и режиссёра клипа, который является первой частью трилогии «Мужчина и Женщина».
29 февраля 2012 года вышел альбом Кормухиной «Падаю в небо», в который вошло 18 композиций, написанных Алексеем Беловым, Евгением Кобылянским, Сергеем Саватеевым, Григорием Безуглым, Маргаритой Пушкиной и Виктором Цоем. 26 апреля состоялся сольный концерт-презентация Кормухиной с программой «Падаю в небо» во МХАТе им. М. Горького.
В 2012 году Ольга Кормухина принимает участие в «Рождественских встречах» Аллы Пугачевой с песней «Путь».
4 марта 2013 года вышел анимированный клип на композицию «Шарманщик», режиссёр Елена Чужченко. В 2013 году Кормухина становится победителем телевизионного музыкального шоу-проекта «Две звезды» на Первом канале.
23 февраля 2014 года Кормухина и музыканты группы «Парк Горького» во главе с Алексеем Беловым приняли участие в церемонии закрытия XXII Олимпийских игр в Сочи и исполнили англо-русскую версию песни «Moscow Calling», специально подготовленную для данного мероприятия.
5 июня 2014 года в Московском международном доме музыки Кормухина представила программу «The BEST» с симфоническим оркестром Москвы «Русская филармония».
2014 год — премия «Русский топ» — лучшая сольная исполнительница 2014 года (по результатам интернет-голосования).
1 марта 2015 года в Крокус Сити Холле Кормухина представила новую сольную программу «Территория любви».
Ольга Кормухина является ежегодным участником фестиваля «Нашествие» начиная с 2012 года, а также ежегодным участником концерта «День Семьи, Любви и Верности», который проходит под патронажем С. В. Медведевой в Муроме.
Ольга Кормухина является организатором фестиваля Добрых Дел «Остров.ру», который ежегодно с 2012 года проходит в Наро-Фоминском районе Московской области.
С 2015 года — солистка Московской областной филармонии.
На XXV Международном фестивале искусств «Славянский базар в Витебске 2016» Ольге Кормухиной вручен специальный диплом Постоянного комитета Союзного государства «За творческое воплощение идей дружбы народов Беларуси и России».
Указом Президента Российской Федерации В. В. Путина от 26.10.2016 № 572 «О награждении государственными наградами Российской Федерации» певице Ольге Кормухиной присвоено почетное звание «Заслуженный Артист Российской Федерации».
18 ноября 2016 года вышел новый альбом Ольги Кормухиной «СОЛЬ», в который вошло 11 композиций, 3 из которых в дуэте с Алексеем Беловым.
18 ноября 2016 года в Крокус Сити Холле (Москва) и 23 ноября в БКЗ «Октябрьский» (Санкт-Петербург) Ольга Кормухина представила новую программу «Индиго».
12 ноября 2017 года в Crocus City Hall Ольга Кормухина представила новую программу «Большой симфонический концерт».
26 мая 2018 года выступила на праздновании 252-летия города Стерлитамака.
12 июня 2018 года выступила на праздничном концерте на Красной площади (Москва), посвящённом Дню России.
10 ноября 2019 года в Крокус Сити Холле состоялась премьера новой сольной программы Ольги Кормухиной «30 лет в открытом космосе».
В 2024 году стала доверенным лицом кандидата в президенты России Владимира Путина. 18 марта 2024 года выступила на провластном митинг-концерте посвящённом десятилетии российской аннексии Крыма и победе Владимира Путина на президентских выборах.

## Санкции
В 2022 году Кормухина приняла участие в марафоне «Zа Россию» в поддержку нападения России на Украину, в 2023 году выступила в «Лужниках» митинг-концерте в поддержку войны с Украиной. Кормухина была внесена ФБК в список коррупционеров и разжигателей войны с предложением введения против неё международных санкций, отмечая что Кормухина являлась доверенным лицом на выборах Владимира Путина, который «проводит агрессивную политику в отношении Украины».
1 июня 2022 года Латвия запретила Кормухиной въезд в страну из-за поддержки вторжения и оправдывания российской агрессии. 7 января 2023 года Кормухина внесена в санкционный список Украины за «распространение нарративов в соответствии с кремлевской пропагандой в поддержку действий России». 20 июля 2023 года внесена в санкционный список Канады против «лиц использующих свое искусство для пропаганды вторжения России в Украину».

## Дискография
- 1988 — Ольга Кормухина и «Рок-Ателье» (в составе группы «Рок-Ателье» (LP, миньон)
- 1989 — «Время пришло» (в составе группы «Красная пантера» (LP) (альбом не издан)
- 1991 — «За гранью слов» (LP)
- 2011 — «Я падаю в небо» (макси-сингл)
- 2012 — «Падаю в небо» (CD)
- 2012 — «I believe» (Памяти Гуннара Грапса) (сингл)
- 2014 — «Moscow Calling» (Ольга Кормухина / Алексей Белов) (сингл)
- 2014 — «Падаю в небо. МХАТ им. М.Горького» (DVD)
- 2014 — «Я такой же, как ты» (Ольга Кормухина / Алексей Белов) (сингл)
- 2015 — «Шепоты и Крики» (Ольга Кормухина / Алексей Белов) (альбом)
- 2015 — «Нас учили быть птицами» (сингл)
- 2015 — «Говори Не Молчи» (Ольга Кормухина / Алексей Белов) (сингл)
- 2016 — «Соль» (Ольга Кормухина / Алексей Белов) (альбом)
- 2017 — «Без тебя» (сингл)
- 2022 — «Только ты» (сингл)
- 2022 — «Космическая» (сингл)
- 2022 — «К тебе» (Ольга Кормухина / Алексей Белов) (сингл)

## Фильмография

### Актриса
- 1991 — «Шаг вправо… шаг влево…» (реж. Ю. Сабитов) — певица
- 2007 — «Я падаю в небо» (реж. А. Дорин) — певица рассказывает о самой себе
- 2008 — «И светит и греет» (реж. О. Кормухина) — Ольга
- 2010 — «Встреча» (реж. А. Голикова) — документальный фильм о творчестве певицы
- 2024 — «Музыка времени» (реж. К. Седухин) — камео

### Озвучивание
- 1991 — «Звезда шерифа» (реж. Н. Литус)
- 1998 — «Привет от Чарли-трубача» (реж. В. Грамматиков)
- 2000 — «Игра в любовь» (реж. Е. Гинзбург)
- 2002 — «Красный змей» (реж. Д. Танасеску, С. Воробьев)
- 2005 — «Зеркальные войны. Отражение первое» (реж. В. Чигинский)
- 2008 — «И светит и греет» (реж. О. Кормухина)
- 2008 — «Туман» (реж. А. Дорин)
- 2013 — «Чудо» (реж. А. Дорин)

### Режиссёр
- 2008 — «И светит, и греет»
- 2011 — трилогия «Мужчина и Женщина»
- 2014 — «Колокол» (в производстве)

## Видеоклипы
| Год  | Клип                            | Авторы музыки и слов                                           | Режиссёр                           |
| ---- | ------------------------------- | -------------------------------------------------------------- | ---------------------------------- |
| 1986 | «Верю»                          | муз. П. Подгородецкий — ст. М. Пушкина                         |                                    |
| 1988 | «Время пришло»                  | муз. В. Усланов — ст. М. Пушкина                               | Светлана Делийска                  |
| 1989 | «Всё дело в удаче»              | муз. К. Веретенников — ст. К. Кавалерян                        | Сергей Николаев                    |
| 1989 | «Усталое такси»                 | муз. К. Кельми — ст. А. Маркевич                               | Михаил Хлебородов                  |
| 1990 | «Корабль»                       | муз. Е. Кобылянский — ст. А. Долженков                         | Людмила Орлова                     |
| 1991 | «Жёлтая дорога»                 | муз. А. Рыбкин — ст. К. Кавалерян                              | Людмила Орлова                     |
| 1991 | «Ангел»                         | муз. Е. Кобылянский — ст. О. Кормухина                         | Алексей Пиманов                    |
| 1991 | «Плывущее кафе»                 | муз. А. Рыбкин — ст. К. Кавалерян                              | Светлана Делийска                  |
| 1991 | «Мой первый день»               | муз. И. Крутой — ст. Р. Казакова                               | Михаил Макаренков                  |
| 1992 | «Слушай рок!»                   | муз. А. Дулов — ст. О. Кормухина                               | Игорь Пашкевич                     |
| 1997 | «Право на любовь»               | муз. А. Кормухин — ст. К. Арсенев                              | Ольга Кормухина                    |
| 1999 | «Взгляни на эту землю с высоты» | муз. А. Укупник — ст. Е. Муравьёв                              | Сергей Баженов                     |
| 2005 | «Я падаю в небо»                | муз. А. Белов — ст. О. Кормухина                               | Павел Тимофеев                     |
| 2010 | «Дорога к счастью»              | муз. и ст. А. Исмагилов                                        | Владимир Родионов                  |
| 2010 | «Путь»                          | муз. и ст. Сергей Савватеев                                    | Антон Дорин                        |
| 2011 | «Ждать»                         | муз. и ст. А. Белов                                            | Ольга Кормухина                    |
| 2013 | «Шарманщик»                     | муз. А. Белов — ст. О. Кормухина                               | Елена Чужченко                     |
| 2016 | «Говори не молчи»               | муз. и ст. А. Белов                                            | Алекандр Котт, Ольга Кормухина     |
| 2017 | «Без тебя»                      | муз. и ст. А. Белов                                            | Евгений Курицын                    |
| 2018 | «В красном»                     | муз. А. Белов, О. Кормухина — ст. О. Кормухина                 | Ольга Кормухина                    |
| 2019 | «Только ты»                     | муз. А. Белов, К. Островская — ст. К. Островская, О. Кормухина | Валерий Сороковой, Ольга Кормухина |

### Статьи и интервью
- «Небесный союз», проверено 20.01.2010
- «Ольга Кормухина теперь поет в церковном хоре», проверено 20.01.2010
- «Пантера готовится к прыжку», проверено 28.01.2010
- «Эксклюзивное интервью для starstory.ru» Архивная копия от 8 марта 2010 на Wayback Machine, проверено 08.03.2010
- «Ольга Кормухина и Алексей Белов: А жизнь — она такая классная!»
- «Ольга Кормухина: Колыбельные пел мне папа»
- «Что стало с рок-звездой 90-х ?»